# Cribrarula esontropia
Cribrarula esontropia is een slakkensoort uit de familie van de Cypraeidae. De wetenschappelijke naam van de soort is voor het eerst geldig gepubliceerd in 1833 door Duclos.